# Russkoye Radio
Rússkoye Radio (Русское радио en ruso), en español: Radio Rusa es una emisora de radio de Rusia que emite, aparte de Rusia, en otros países de la CEI. La programación, a diferencia de otras emisoras hermanas de la cadena, emite exclusivamente contenido musical.
La cadena empezó a emitir el 2 de agosto de 1995 en Moscú.